# Gênes (département)
Pour les articles homonymes, voir Gênes (homonymie).
1805–1814
Entités précédentes :
- République ligurienne

Entités suivantes :
- Royaume de Sardaigne

Le département de Gênes est un ancien département français situé dans l'actuel territoire de l'Italie. Son chef-lieu était Gênes et il portait le numéro 87 dans la liste des 130 départements français de 1811.

## Histoire
Le département est créé le 6 juin 1805 à la suite de l'annexion de la République ligurienne par l'Empire français. Il est officiellement supprimé en mai 1814 par le traité de Paris et son territoire rattaché au royaume de Sardaigne.

## Administration
Il était divisé en cinq arrondissements, :
- Arrondissement de Gênes:
  - Cantons de : Gênes (six cantons), Nervi, Recco, Rivarolo, Saint-Martin-d'Albaro (it) (Gênes 1873), San Quirico (it) (Gênes 1926), Sestri du Ponent, Staglieno (it) (Gênes 1873), Torriglia, Voltri.
- Arrondissement de Bobbio
  - Cantons de : Bobbio, Ottone, Varzi, Zavattarello.
- Arrondissement de Novi
  - Cantons de : Gavi, Novi, Ovada, Rocchetta, Ronco, Savignone, Serravalle.
- Arrondissement de Tortone
  - Cantons de : Cassano-Spinola, Caslelnuovo-de-Scrivia, San-Sébastiano, Tortone, Villa-Vernia, Volpedo.
- Arrondissement de Voghera
  - Canton de : Argine, Broni, Casteggio, Codevilla, Sale, Silvano, Soriasco, Stradella, Voghera.

## Liste des préfets

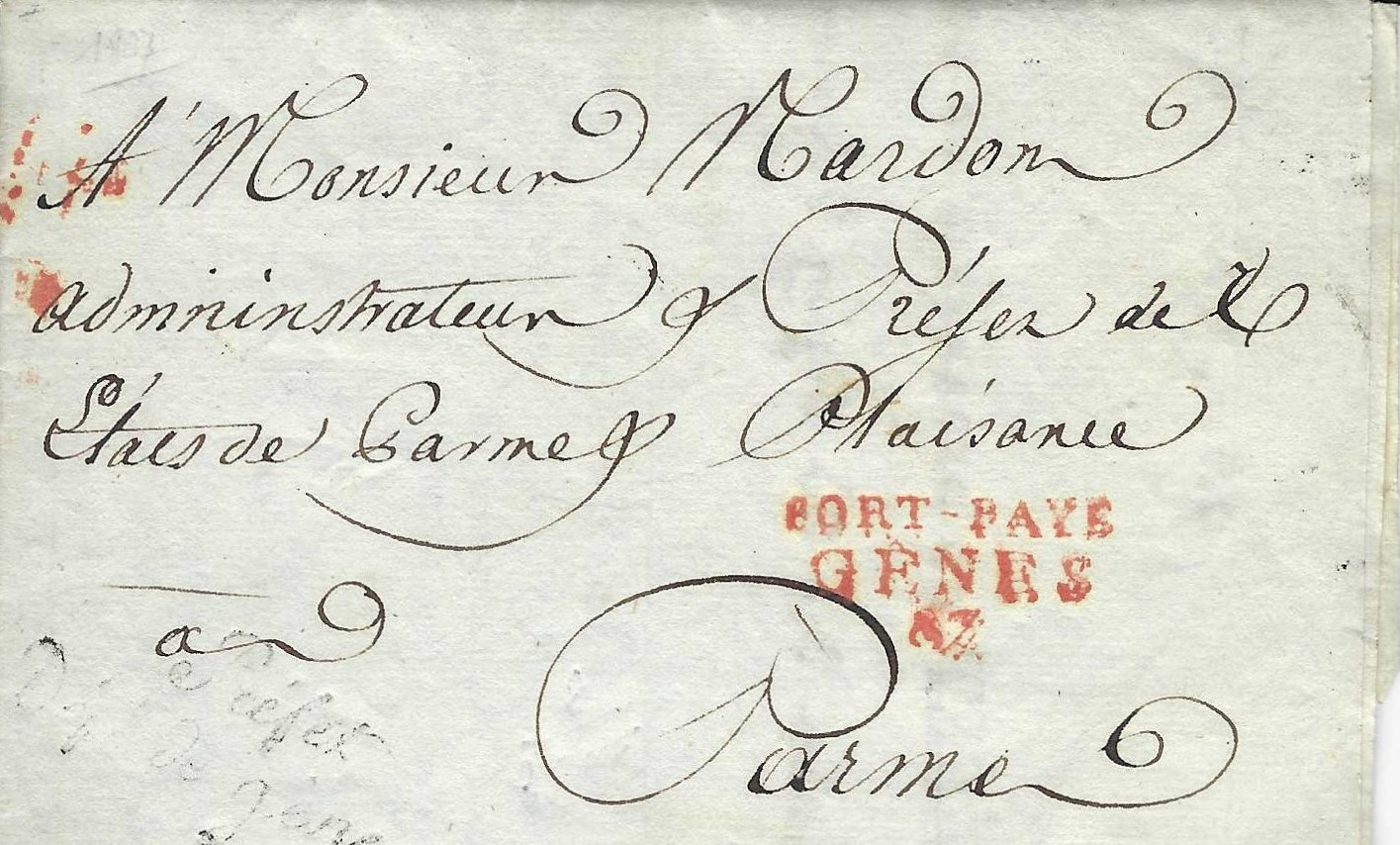
Lettre du 21 octobre 1807 portant le cachet de franchise du préfet de La Tourette du département de Gênes

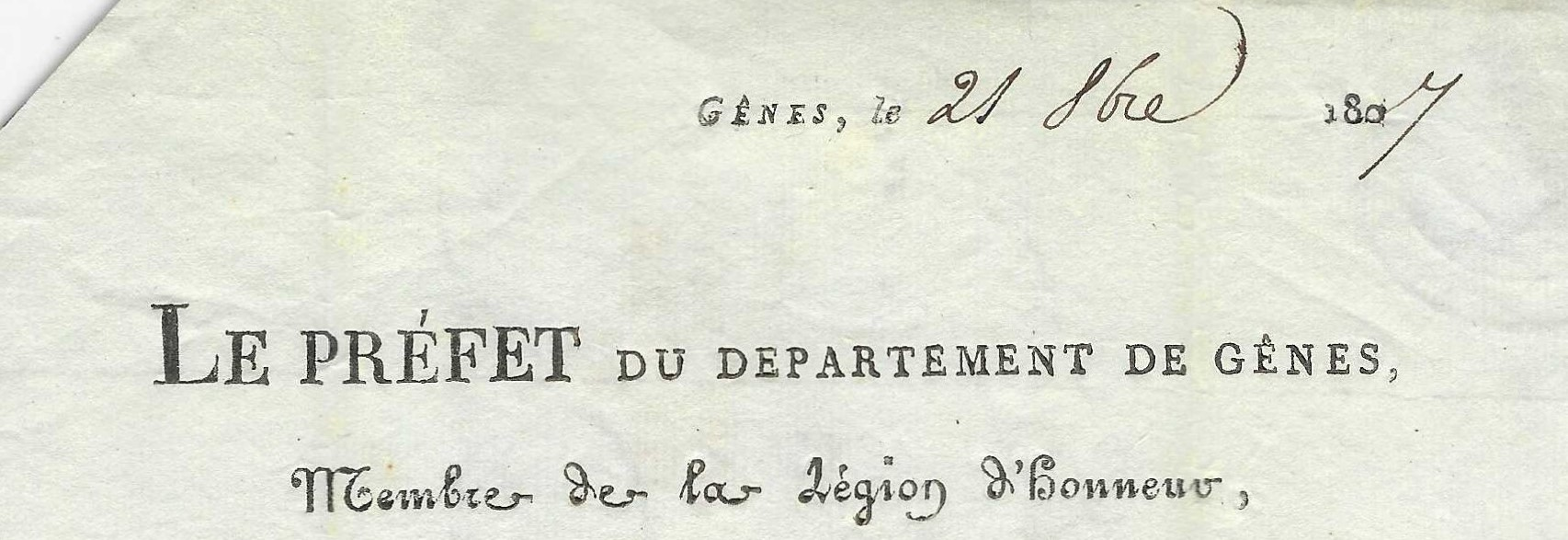
En-tête de lettre du 21 octobre 1807 du préfet de La Tourette du département de Gênes

| Période         | Période         | Identité                                         | Fonction précédente | Observation                                       |
| --------------- | --------------- | ------------------------------------------------ | --- | ------------------------------------------------- |
| 4 juillet 1805  | 2 février 1806  | Jean-Xavier Bureau de Pusy                       | Préfet du Rhône Préfet de l'Allier (1801-1802) | Mort en fonction                                  |
| 13 mars 1806    | 11 février 1809 | Marie Just Antoine de La Rivoire de La Tourrette | Colonel du régiment Île-de-France-Infanterie, Député des États de Languedoc (1781), Sous-préfet de Tournon (1800), Préfet du Tarn (1801), Préfet du Puy-de-Dôme (1806) | Retraite de maréchal de camp sous la Restauration |
| 11 février 1809 | 25 mars 1814    | Marc-Antoine Bourdon de Vatry                    | Préfet de Maine-et-Loire | Passe à la préfecture de l'Isère (Cent-Jours)     |